# Банката на Дейв
„Банката на Дейв“ (на английски: Bank of Dave) е британски биографичен комедиен драматичен филм от 2023 година на режисьора Крис Фогин.

## Сюжет
Внимание:  Текстът по-долу разкрива сюжета на произведението (или части от него)!
В малко градче в Северна Англия живее Дейв Фишуик, който продава каравани. Бизнесът му процъфтява, Дейв е милионер, но в никакъв случай не се е изолирал. Напротив, Дейв се чувства като член на общността и затова се опитва да помогне на своите съграждани колкото е възможно повече. Започва да дава пари назаем на свои приятели и познати, а понякога и на напълно непознати за най-различни цели. На своя приятелка дава хиляда паунда за погребението на съпруга ѝ, а на уличен музикант Дейв зае сто паунда, за да си купи китара. Най-често Дейв не начислява лихва върху заемите си, но когато хората върнат парите с лихва, Дейв харчи всички печалби за нуждите на града.
След като е раздал почти милион паунда в заеми, Дейв решава да легализира инициативата и да създаде малка обществена банка, за да помага на местния бизнес. За да направи това, Дейв се свързва с адвокатска кантора в Лондон и скоро младият адвокат Хю пристига в родния град на Дейв, където се среща с него и очарователната му племенница Александра, която работи като лекарка. Хю веднага рисува мрачна картина на ситуацията. Банковата комисия, която издава лиценз за откриване на банка, не е вземала такова решение от 150 години. Уви, британските традиции означават, че банката трябва да има дълга история и огромен капитал. Освен това в комуникацията със сър Чарлз, един от най-влиятелните банкови чиновници, Хю смело изразява мислите си за погрешността на такива традиции и в резултат на това сърдитият сър Чарлз прави всичко възможно да осуети начинанието на Дейв. Отначало се опитват да обвинят Дейв че е „финансова акула“, тоест лихвар, и завеждат дело срещу него. Наистина Дейв няма официално право да дава пари за друга цел, освен за закупуване на каравани, но Хю успява да убеди местния съдия, че делото е нагласено с цел да се попречи на желанието на Дейв да отвори банка. Съдията приема аргументите на младия адвокат и Дейв е оправдан. Тогава банковите служители решават да ударят от другата страна. За голяма изненада на Дейв и Хю, банковата комисия приема документите за откриване на банката, но поставя невъзможно условие – банката на Дейв трябва да има 12 милиона паунда собствен капитал и тези пари трябва да бъдат събрани в рамките на 90 дни. Формално Хю печели делото, шефът му благодари и го назначава за юрисконсулт на голяма лондонска компания, но Хю напуска града в отвратително настроение. Първо, той разбира, че Дейв никога няма да може да събере толкова огромна сума за толкова кратко време. И второ, Хю се е влюбил безнадеждно в Александра и не иска да се раздели с нея.
Дейв ипотекира собствения си бизнес и къща, взема пари назаем от всички свои приятели и познати, но разбира се не може да събере необходимите 12 милиона. Тогава един от приятелите на Дейв, който познава добре групата „Деф Лепард“, предлага да организира концерт на тази легендарна група в града и да покани публиката да стане заемател на Дейв. Александра помага на Дейв да организира това невероятно събитие; изглежда, че победата е близо, но уви все още няма достатъчно средства. И изведнъж в последния момент на концерта пристига Хю, когото любовта е принудила да промени коренно живота си. Хю продава апартамента си в Лондон, премества се в града, за да живее с Александра, и инвестира парите, които получава (почти милион паунда), в банката на Дейв. Чудото се случва и Дейв отваря банката, а влюбените Хю и Александра се събират отново.
В края на филма се казва, че истинският Дейв Фишуик, който организира първата общностна банка в британската история, продължава да работи, банката процъфтява и повече от тридесет милиона паунда вече са дадени на местния бизнес.

## Актьорски състав
| Актьор        | Роля                                            |
| ------------- | ----------------------------------------------- |
| Джоел Фрай    | Хю – млад адвокат от Лондон                     |
| Рори Киниър   | Дейв Фишуик – собственик на верига автомагазини |
| Фийби Динивър | Александра – лекарка и племенница на Дейв       |
| Хю Боневил    | Сър Чарлз – високопоставен банков служител      |
| Ангъс Райт    | Кларенс – шеф на Хю                             |
| Джо Хартли    | Никола Фишуик – съпруга на Дейв                 |
| Пол Кей       | Рик Пърди                                       |
| Кати Тайсън   | Морийн                                          |
| Наоми Батрик  | Хенриета                                        |
| Джо Елиът     | себе си                                         |